# Poirot komt terug
Poirot komt terug is een boek van Agatha Christie. Het werd oorspronkelijk uitgegeven in de Verenigde Staten door Dodd, Mead and Company onder de titel Mrs McGinty's Dead in februari 1952 en een maand later in het Verenigd Koninkrijk door Collins Crime Club.. In datzelfde jaar werd het werk vertaald naar het Nederlands en door Luitingh-Sijthoff uitgebracht voor deze markt.

## Verhaal
Rechercheur Spence informeert Hercule Poirot dat James Bently wellicht onterecht zal worden geëxecuteerd. Hij staat terecht voor de moord op mevrouw McGintry en de diefstal van 30 Britse pond die zij verborg onder de vloer. Poirot start een onderzoek en reist af naar het stadje Broadhinny. Daar verneemt hij dat McGinty bij verschillende gezinnen kwam helpen als huishoudster.
Poirot vindt in het huis van McGintry een krant waarin een artikel werd uitgesneden. Dat missende artikel gaat over vrouwen die gelinkt zijn aan oude moordzaken met daarbij enkele foto's waaronder Lily Gamboll die als kind een moord pleegde met een hakmes, Eva Kane die haar minnaar overtuigde zijn vrouw te vermoorden en te begraven in de kelder en Evelyn Hope, de dochter van Eva Kane. Poirot denkt dat McGintry iemand op deze foto's heeft herkend en dat deze persoon nu, onder een andere naam, in Broadhinny woont. Dat is het motief waarom zij werd vermoord.
De volgende dag contacteert Maude Williams Poirot. Zij kent Bently van op haar werk en is er zeker van dat hij nooit in staat zou zijn om iemand te vermoorden. Ze stelt voor om het werk van McGintry over te nemen in de hoop de onschuld van Bently te kunnen bewijzen. Ze start haar taak bij mevrouw Wetherby en haar dochter Deirdre.  Robin Upward en Ariadne Oliver vinden niet veel later het gewurgde lichaam van Maude. Het is geweten dat Maude die avond samen koffie dronk met Eve Carpenter, Deirde Henderson en Shelagh Rendell. Wellicht is een van deze drie haar moordenares. In het huis van Maude wordt dan ook nog eens een boek gevonden met de handtekening van Eva Kane en de tekst "mijn moeder". Poirot weet dan wie de moordenaar is: Robin Upward.
Robin is de zoon van Eva Kane. Zijn echte naam is Evelyn, wat in Engeland zowel een jongens- als meisjesnaam is. Robin achterhaalde dat hij werd geadopteerd door mevrouw Upward en wie zijn echte moeder was. Dat zou leiden tot een schandaal. McGinty vond een foto van Eva Kane toen ze bij de familie Upward aan het werken was en dacht dat het een kinderfoto van mevrouw Upward was. Toen de foto van Eva Kane in de krant verscheen, vreesde Robin dat McGinty deze terug herkende en daarom moest zij dood. Hij chanteerde daarop Bently zodat deze laatste 30 Britse pond zou stelen.

## Adaptaties
- In 1964 verfilmde MGM het boek onder de titel Murder Most Foul waarbij het personage van Poirot werd vervangen door Miss Marple. Zij zit in de jury tijdens het proces van James Bently en is de enige die in zijn onschuld gelooft. Daardoor is er geen unanieme stemming waardoor de rechter beslist om het proces een week later te hernemen. Miss Marple gaat tijdens die week op zoek naar de echte moordenaar.
- In 2007 werd het boek verfilmd voor een aflevering van Agatha Christie's Poirot met David Suchet in de rol van Poirot. In deze adaptatie werden enkele personages geschrapt of samengevoegd tot één personage.